# MIDI-клавиатура

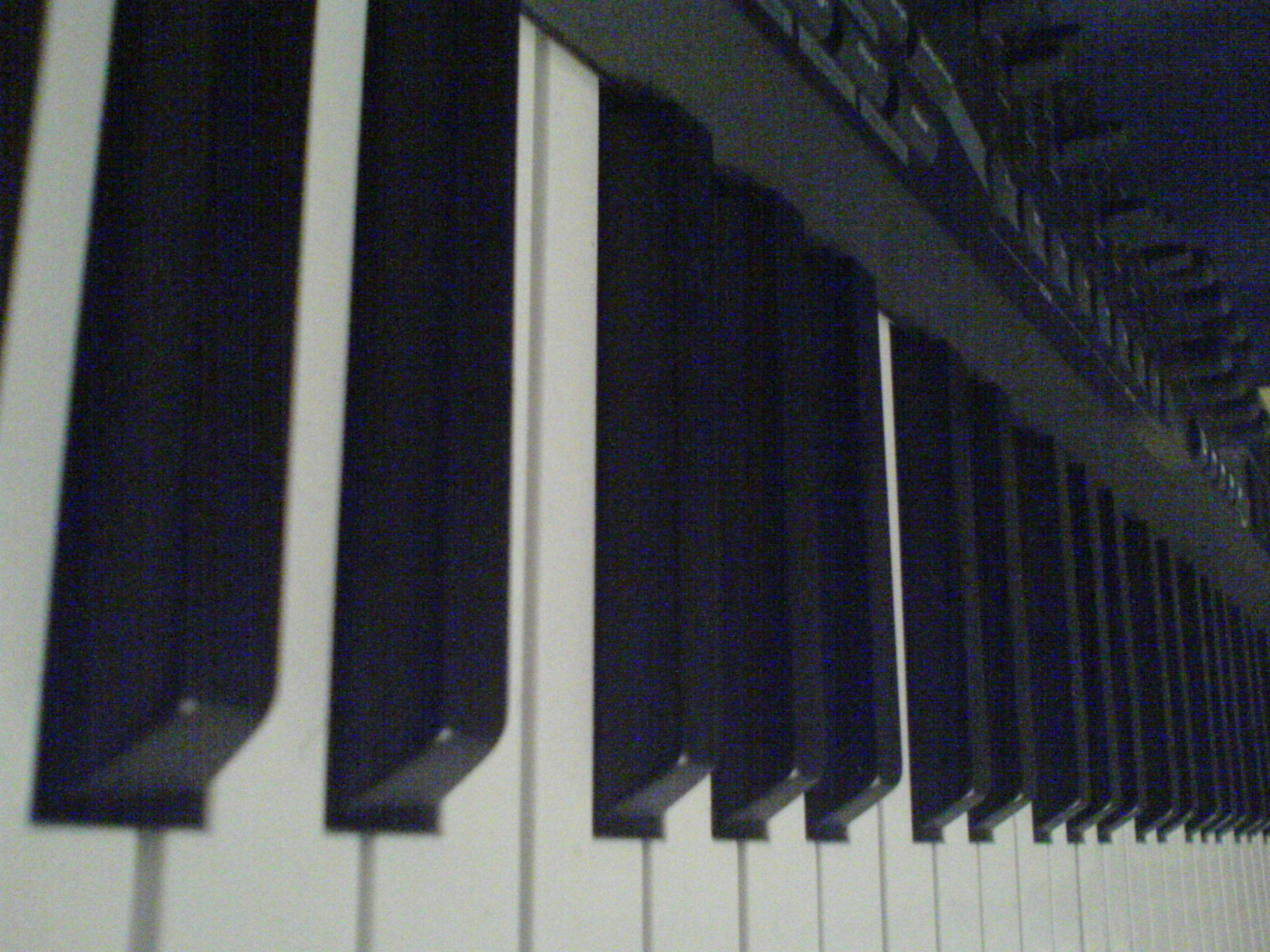
MIDI-клавиатура

MIDI-клавиатура — наиболее распространённый вид MIDI-контроллера. Представляет собой клавиатуру фортепиано (с опциональными дополнительными органами управления — в частности кнопками и фейдерами, на которые пользователь может назначить, например, различные параметры виртуальных синтезаторов) с электронным блоком, преобразующим нажатия клавиш в поток MIDI-команд.
MIDI-клавиатуры могут иметь различное количество клавиш и другие особенности. Важными характеристиками MIDI-клавиатур являются возможность определения силы нажатия на клавишу (velocity) и реализация механизма клавиш, обеспечивающего обратную тактильную связь.
На большинстве MIDI клавиатур слева от самих клавиш расположено два регулятора — Pitch и Modulation. Pitch позволяет менять высоту звука очень точно и в пределах полутона. Он используется для плавного изменения высоты ноты на полтона вверх или вниз. Особенность этого регулятора заключается в том, что после того, как вы отпустите его, он обязательно вернётся в положение по умолчанию. Таким образом, для длительного изменения высоты он не подойдёт. Регулятор Modulation позволяет модулировать высоту звучания всех клавиш низкочастотным вибрато, сила которого прямо пропорциональна положению рукоятки регулятора по вертикали. Однако, эти регуляторы являются универсальными, и их функции можно переопределить программно, назначив Modulation, например, для изменения общей громкости виртуального синтезатора формата VST или изменения других его параметров.
Каждый регулятор MIDI клавиатуры выдаёт значения в пределах 0-127. Кнопки — только 2 значения: 0 или 127.
MIDI-клавиатуры также могут иметь различное исполнение — традиционное, с установкой на стойку или другую горизонтальную поверхность, или носимое на ремне для игры стоя. Носимая клавиатура может иметь исполнение в виде аккордеона или в виде традиционной клавиатуры с дополнительной ручкой, напоминающей короткий гитарный гриф, с размещённым на ней контроллером слайда — такое исполнение называется клавитара (аналог англоязычного термина keytar, составленного из слов keyboard и guitar — клавиатура и гитара).

## Программные эмуляторы
Существует довольно много программ, эмулирующих MIDI-клавиатуру при помощи обычной компьютерной клавиатуры.